# Copris klugi
Copris klugi är en skalbaggsart som beskrevs av Edgar von Harold 1869. Copris klugi ingår i släktet Copris och familjen bladhorningar. Inga underarter finns listade i Catalogue of Life.